# محمدجواد کاویان‌پی
محمدجواد کاویان‌پی ووشوکار، مربی ووشو و مبارز هنرهای رزمی ترکیبی اهل کشور ایران است. او در لیگ ای سی ای روسیه مسابقه می‌دهد که در سال ۲۰۱۷ با شکست حریفی از کشور ترکیه مدال طلا را کسب کرد و قهرمان لیگ جهانی رقابت‌های MMA شد. او پس از امیر علی‌اکبری و جواد محجوب، سومین ورزشکار حرفه‌ای ایرانی است که به مسابقات سطح حرفه‌ای MMA پیوسته‌است.

در عرصه مربی‌گری در رشته ووشو، کاویان‌پی مربی چندین ووشوکار تیم‌ملی بوده‌است و نام او در لیست برترین مربیان سال ۹۴ فدراسیون ووشو ایران در بخش ساندای آقایان قرار گرفت.